# 고센정
고센정(五泉町)은 니가타현 나카칸바라군에 있던 정이다. 1954년 11월 3일 고센정 등 4개 정·촌이 합병하여 고센시가 신설되고 폐지되었다.

## 역사
- 1889년 4월 1일 - 정촌제 시행에 수반해 나카칸바라군 고센정이 성립하였다.
- 1898년 12월 9일 - 나카칸바라군 하시다촌의 일부를 편입하였다.
- 1954년 11월 3일 - 고센정 및 나카칸바라 군의 스모토촌, 가와히가시촌 및 하시다촌 등 4개 정·촌이 합병하여 시로 승격, 고센시가 신설되고 소멸하였다.

## 교통

### 철도
- 일본국유철도(※동일본여객철도)
  - 반에쓰사이선

## 참고 문헌
- 『市町村名変遷辞典』東京堂出版、1990年。